# 埃尔赫夫特
埃尔赫夫特（德語：Ellhöft）是德国石勒苏益格－荷尔斯泰因州的一个市镇。总面积7.82平方公里，总人口104人，其中男性62人，女性42人（2011年12月31日），人口密度13人/平方公里。